# Cuatro vidas (álbum de Eydie Gorme / Los Panchos)
Cuatro Vidas es el quincuagésimo cuarto álbum de estudio de la cantante estadounidense Eydie Gorme, el tercero en español y el segundo con el Trío Los Panchos. Fue lanzado en 1965. Forma parte de la lista de los 100 discos que debes tener antes del fin del mundo, publicada en 2012 por Sony Music.

## Lista de canciones
- 1. Cuatro vidas
- 2. Desesperadamente
- 3. Flores negras
- 4. Fuego bajo tu piel
- 5. Guitarra romana
- 6. Luna lunera
- 7. Mala noche
- 8. Mas amor
- 9. No te vayas sin mi
- 10. Nochecita
- 11. Oración caribe
- 12. Vereda tropical

- Datos: Q21007217